# Leichtathletik-Weltmeisterschaften 2013/Teilnehmer (Südkorea)
| Gelbes Symbol für Goldmedaillen mit stilisierten Olympischen Ringen | Graues Symbol für Silbermedaillen mit stilisierten Olympischen Ringen | Braundes Symbol für Bronzemedaillen mit stilisierten Olympischen Ringen |
| ------------------------------------------------------------------- | --------------------------------------------------------------------- | ----------------------------------------------------------------------- |
| —                                                                   | —                                                                     | —                                                                       |

Der Leichtathletik-Verband Südkoreas stellte sechzehn Teilnehmer bei den Leichtathletik-Weltmeisterschaften 2013 in der russischen Hauptstadt Moskau.

## Ergebnisse

### Männer

#### Laufdisziplinen
| Athlet                                                                      | Disziplin   | Vorlauf    | Vorlauf | Halbfinale | Halbfinale | Finale             | Finale             |
| Athlet                                                                      | Disziplin   | Zeit       | Platz   | Zeit       | Platz      | Zeit               | Platz              |
| --------------------------------------------------------------------------- | ----------- | ---------- | ------- | ---------- | ---------- | ------------------ | ------------------ |
| Sung Ji-hun                                                                 | Marathon    |            |         |            |            | 2:26:43 h          | 44                 |
| Kim Young-jin                                                               | Marathon    |            |         |            |            | 2:35:53 h          | 49                 |
| Byun Young-jun                                                              | 20 km Gehen |            |         |            |            | DSQ                | DSQ                |
| Byeong Kwang Choe                                                           | 20 km Gehen |            |         |            |            | 1:28:26 h          | 39                 |
| Kim Hyun-sub                                                                | 20 km Gehen |            |         |            |            | 1:22:50 h SB       | 10                 |
| Oh Se-han                                                                   | 50 km Gehen |            |         |            |            | 4:01:00 h          | 37                 |
| Yim Jung-hyun                                                               | 50 km Gehen |            |         |            |            | DSQ                | DSQ                |
| Jin Min-sub Cho Kyu-won Kim Jin-kook Kim Kuk-young Oh Kyong-soo Min Woo-yoo | 4 × 100     | 39,00 s NR | 18      |            |            | nicht qualifiziert | nicht qualifiziert |

#### Sprung/Wurf
| Athlet      | Disziplin      | Qualifikation | Qualifikation | Finale             | Finale             |
| Athlet      | Disziplin      | Höhe          | Platz         | Höhe               | Platz              |
| ----------- | -------------- | ------------- | ------------- | ------------------ | ------------------ |
| Jin Min-sub | Stabhochsprung | 5,25 m        | 29            | nicht qualifiziert | nicht qualifiziert |

### Frauen

#### Laufdisziplinen
| Athletin       | Disziplin   | Vorlauf | Vorlauf | Halbfinale | Halbfinale | Finale       | Finale |
| Athletin       | Disziplin   | Zeit    | Platz   | Zeit       | Platz      | Zeit         | Platz  |
| -------------- | ----------- | ------- | ------- | ---------- | ---------- | ------------ | ------ |
| Kim Seong-eun  | Marathon    |         |         |            |            | 2:48:46 h    | 32     |
| Jeon Yeong-eun | 20 km Gehen |         |         |            |            | 1:34:29 h SB | 40     |